# Eliseo Mattiacci
Eliseo Mattiacci (Cagli, 13 november 1940 - Fossombrone 25 augustus 2019) was een Italiaanse beeldhouwer. Hij behoorde tot de vertegenwoordigers van de arte povera.

## Leven en werk
Mattiacci werd geboren in Cagli in de Italiaanse provincie Pesaro e Urbino. Hij bezocht het Istituto Statale d'Arte Lapis di Cagli en aansluitend het Istituto di Belle Arti di Pesaro. In 1961 nam hij deel aan een groepstentoonstelling voor jonge kunstenaars in de Galleria nazionale d'arte moderna e contemporanea in Rome, waar hij een eerste prijs, de Premio per la scultura, kreeg voor zijn werk Uomo meccanico. Hij verhuisde in 1964 naar Rome en had zijn eerste solo-expositie in 1967 bij Galleria La Tartaruga.
Mattiacci nam in 1965 deel aan de IX Quadriennale di Roma in het Palazzo delle Esposizioni in Rome en werd in 1967 uitgenodigd voor de V Biennale des jeunes artistes in het Musée d'Art Moderne de la Ville de Paris in Parijs. Hij nam in dat jaar eveneens deel aan de expositie Arte Povera - Im Spazio in Genève. In 1972 vertegenwoordigde hij Italië tijdens de Biënnale van Venetië en in 1973 nam hij deel aan de X Quadriennale in Rome. Hij werd uitgenodigd voor deelname aan de Biënnale van São Paulo in het Museu de Arte Moderna in de Braziliaanse stad São Paulo en hij nam weer deel aan de Biënnale van Venetie van 1978. In 1982 behoorde hij tot de Italiaanse kunstenaars van de expositie Arte italiana 1960 - 1982 in de Hayward Gallery in Londen. In 1995 werd zijn werk Dove circolano le idee, grande disco met een prijs bekroond tijdens een expositie in het beeldenpark Hakone Open-air Museum in Japan.
De kunstenaar woonde en werkte in Pesaro.

## Enkele werken
- Il solco rivela il nucleo (1963[1]), Gubbio
- Trucioli e Calamita (1968/69), Collezzione Maramotti in Reggio Emilia
- Inclinata al sol levante (1982)[2], Ancona
- Le vie del cielo (1996)[3], Montepulciano
- Le vie del cielo e Ordine Cosmico (2000), Beeldenpark Villa Celle in Santomato di Pistoia bij de stad Pistoia